# Hydroelektrický projekt řeky Skagit

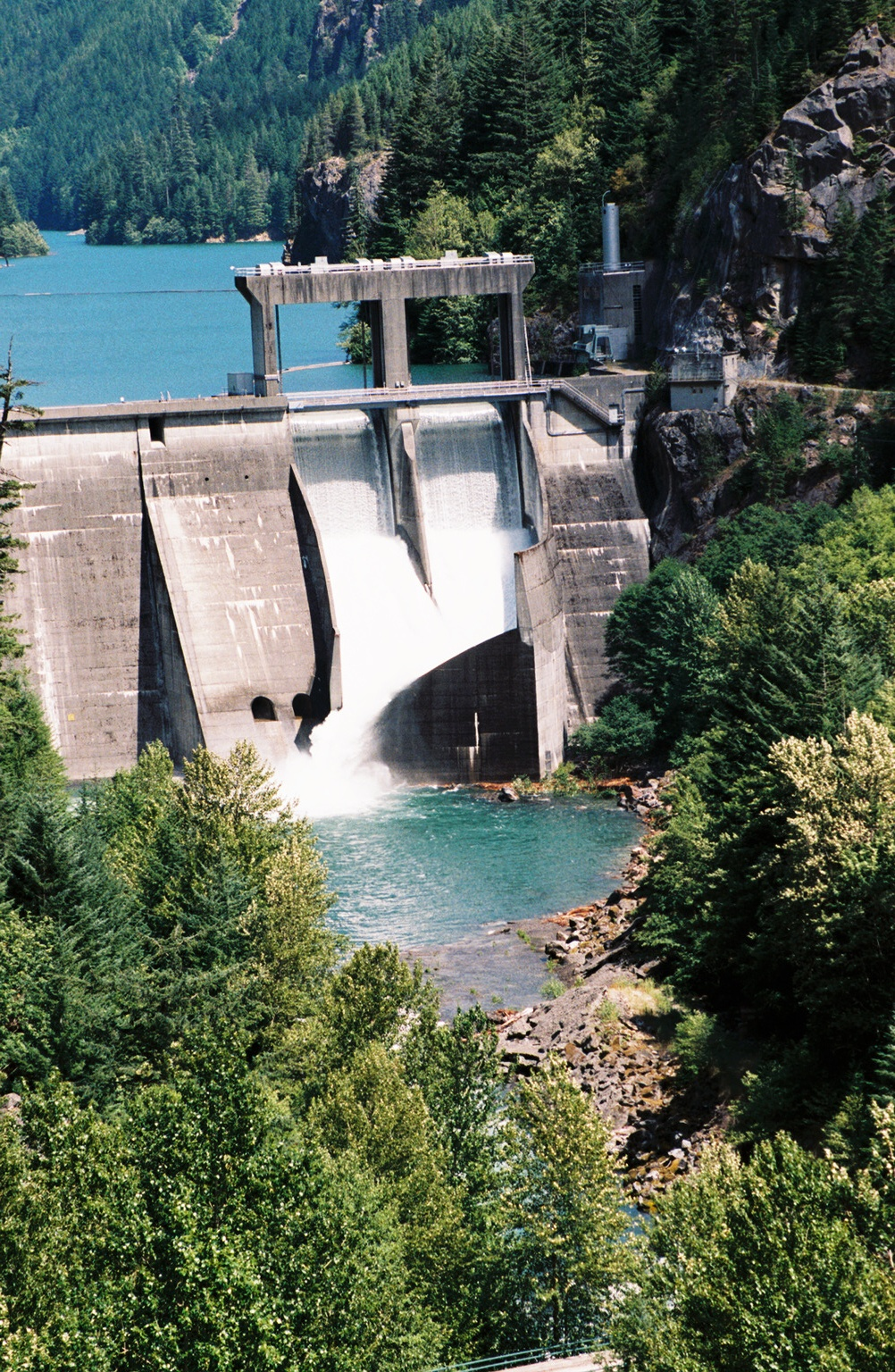
Gorge Dam

Hydroelektrický projekt řeky Skagit obsahuje sérii přehrad s vodními elektrárnami na toku řeky Skagit v americkém státě Washington. Přehrady vlastní i provozuje společnost Seattle City Light, která poskytuje elektřinu městu Seattle a okolním obcím. Projekt generuje asi 25 procent elektřiny, kterou metropolitní oblast potřebuje.
Tři nejvýznamnější přehrady projektu jsou Gorge Dam, Ďáblova přehrada a Rossova přehrada. Všechny se nachází v okrese Whatcom, severně od obce Newhalem a západně od národního parku Severní Kaskády. Rossovo jezero, které vytváří Rossova přehrada, je tak dlouhé, že jeho část se nachází v kanadské provincii Britská Kolumbie, 30 kilometrů proti proudu řeky od přehrady. Jezero chrání národní rekreační oblast Ross Lake.
Stavba přehrady Gorge Dam byla zahájena v roce 1921, první elektřina pro město Seattle byla doručena o tři roky později. Její stavba stála 13 milionů dolarů, v roce 1961 byla však nahrazena modernější 91metrovou přehradou, která se mimo jiné objevila ve filmu Alana Pakuly The Parallax View z roku 1974.
Konstrukce Ďáblovy přehrady začala roku 1927, téměř deset kilometrů proti proudu od první přehrady. Stavba byla dokončena roku 1930, v té době se jednalo o nejvyšší přehradu celého světa (119 metrů), dokud nebyla postavena Havajská přehrada. Až do roku 1936 Ďáblova přehrada neprodukovala elektřinu.
V roce 1937 byla zahájena stavba přehrady Ruby Dam, kousek po proudu od soutoku řeky Skagit s potokem Ruby Creek. Po smrti správce projektu, Jamese Delmage Rosse, byla přejmenována na Rossovu přehradu. První fáze stavby byla dokončena v roce 1940, zbytek o třináct let později, kdy vyrostla do výšky 165 metrů.
Všechny tři přehrady jsou zapsány v Národním rejstříku historických míst.